# 고지마군
고지마군（児島郡）은 오카야마현(비젠국)에 있던 군이다.

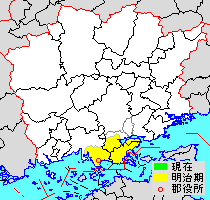
오카야마현 고지마군의 위치

## 역사
- 1974년 3월 20일 - 도지정이 오카야마시에 편입하였다.
- 1975년 5월 1일 - 후지타촌이 오카야마시에 편입하였다.
- 2005년 3월 22일 - 나다사키정이 오카야마시에 편입, 동일 고지마군은 폐지되었다.

## 참고문헌
- 永山卯三郎『岡山県通史 上巻』岡山県通史刊行会（1930年）
- 永山卯三郎『岡山県通史 下巻』岡山県通史刊行会（1930年）
- 池邊彌『和名類聚抄郷名考証』吉川弘文館（1966年）
- 「角川日本地名大辞典」編纂委員会, 편집. (1989년 6월 1일). 《角川日本地名大辞典》. 33 岡山県. 角川書店. ISBN 4040013301. 다음 글자 무시됨: ‘和書’ (도움말)
- 旧高旧領取調帳データベース